# Kedushá
La Kedushá (en hebreo: קדושה, santificación) es una amplificación de la tercera bendición recitada de pie durante la repetición (Jazará) de la Amidá. En la Amidá silenciosa, la tercera bendición es corta, pero en la Jazará, que requiere un Minyán, es considerablemente más larga. Su texto varía ligeramente entre las diferentes comunidades y en los diferentes rezos, pero todos ellos tienen en común tres líneas de la Torá:
1. "Kadosh, Kadosh, Kadosh, Adonai Tzevaot, el Mundo entero se llena de Su gloria",
2. "Bendita es la Gloria de HaShem en Su lugar" (Su Trono celestial), y
3. "HaShem reinará para siempre, El Dios de Sion, de generación en generación, Haleluya".

Es costumbre ponerse de pie al decir cada uno de estos tres versos de alabanza a Dios, un solemne canto a su santidad tomado del Libro de Isaías 6:3, del Libro de Ezequiel 3:12 y del Libro de los Salmos (Tehilim) 146:10. La Kedushá se amplía durante los servicios de Shajarit y de Musaf en Shabbat y durante las festividades judías, y entre los versículos tomados de la santa Torá se agregan más alabanzas. En el Musaf de Shabbat y durante las festividades, así como en cada Kedushá recitada en Yom Kippur, se añade una línea de apertura de la oración Shemá Israel, la profesión de fe judía.

## La vida sagrada del judío
Eres santo porque yo, el Señor tu Dios, soy santo

Para el pueblo judío, la santidad es también una condición física y espiritual o del cuerpo.

Quien llora de Jerusalén finalmente compartirá su alegría

Además de las muchas alianzas hechas entre los judíos y Dios, en la verdad profética ya dada a los patriarcas judíos, además de la manifestación en Sinaí con la revelación de la Torá, la kedushá no solo indica la misión de realizar milagros por voluntad divina o, más raramente, curaciones, como lo atestigua la Biblia hebrea en muchas de sus partes, pero también un apego indisoluble a la vida coincidente con la alegría más radical que culmina precisamente en el júbilo y la exultación, precisamente así en el alma como en el cuerpo.

En los días de prosperidad alégrate y considera que en los días adversos aceptarás lo que Dios quiso según la Justicia: de esta manera los devotos del pueblo de Israel se regocijan en la buena fortuna para ellos, como Dios se ha dado cuenta. No estar triste cuando habrá momentos de desgracia ya que su intención consiste en perseguir el servicio divino unidos a Dios. Alegrarse en los momentos de buena fortuna y también en el sufrimiento de los momentos adversos: los mismos elementos del servicio divino a Dios se manifiestan en el camino de la santidad